# نشيد منطقة الأندلس
نشيد منطقة الأندلس أو النشيد الوطني الأندلسي هو النشيد الرسمي لحكومة الحكم الذاتي لمنطقة الأندلس في إسبانيا. وهو عبارة عن أربع رباعيات باللغة القشتالية. يسمى النشيد كذلك بنشيد «الراية البيضاء و الخضراء» إشارة إلى مطلعه .وهو من تأليف أب القومية الأندلسية بلاس إنفانتي.

## التاريخ
في اجتماع رندة سنة 1918 تم تحديد رموز الدولة الأندلسية و هي العلم الأندلسي، النشيد، و الترس.
النشيد من تأليف بلاس إنفانتي شعرا و موسيقى بالتعاون مع المعلم خوثي ديل قشتيليو دياث مدير الجوق البلدي الأشبيلي أنذاك، ويقال أن إنفانتي أستوحى النشيد من أغاني الفلاحين الأندلسيين المتوارثة منذ أيام المسلمين في طابع أغاني الفلامينكو 
يصف علي منتصر الكتاني في كتابه انبعاث الأسلام في الأندلس، أن النشيد الأندلسي نشيد فريد من نوعه، بين الأناشيد الوطنية:
| نشيد منطقة الأندلس | كونه ليس نشيدا عسكريا بل يوحي بالحنين إالى الأصالة و السلام | نشيد منطقة الأندلس |

في نسخة القوميون الأندلسيون و الذين لا يريدون أي صلة لهم بمدريد و أسبانيا تم أستبدال كلمة أسبانيا بكلمة الشعوب في البيت الأخير من الرباعية الثانية، لكن بقي ذلك بصفة غير رسمية.

## كلمات النشيد
| القشتالية الأسبانية La bandera blanca y verde vuelve, tras siglos de guerra, a decir paz y esperanza, bajo el sol de nuestra tierra. ¡Andaluces, levantaos! ¡Pedid tierra y libertad! ¡Sea por Andalucía libre, España y la Humanidad! Los andaluces queremos volver a ser lo que fuimos hombres de luz, que a los hombres, alma de hombres les dimos. ¡Andaluces, levantaos! ¡Pedid tierra y libertad! ¡Sea por Andalucía libre, España y la Humanidad! |  | الترجمة العربية الراية البيضاء والخضراء ها هي تعود بعد قرون من الحرب, لتعلن السلام والأمل, تحت شمس أرضنا الحبيبة. قوموا أيها الأندلسيون طالبوا بالأرض والحرية! قفوا من أجل أندلس حره، من أجل إسبانيا و سائر الأنسانية نحن الأندلسيين نريد أن نكون كما كنا في الماضي: رجال ضياء، الذين للناس (العالم), أعطوا أرواح لرجال.. قوموا أيها الأندلسيون! طالبوا بالأرض والحرية! قفوا من أجل أندلس حره، من أجل إسبانيا و سائر الإنسانية. |